# Amelora anepiscepta
Amelora anepiscepta är en fjärilsart som beskrevs av Turner 1947. Amelora anepiscepta ingår i släktet Amelora och familjen mätare. Inga underarter finns listade i Catalogue of Life.